# Palazzo della Camera di commercio (Reggio Calabria)
Il palazzo della Camera di commercio di Reggio Calabria è uno storico edificio del centro della città che occupa parte dell'isolato ad angolo tra le vie Tommaso Campanella e Giuseppe Logoteta. Il palazzo dalla singolare architettura, pur con elementi rinascimentali, si richiama allo stile liberty, specie negli interni. Esso ospita la locale Camera di commercio.

## Storia
L'atto di nascita della Camera di commercio ed Arti di Reggio Calabria porta la data del 23 ottobre 1862: la firma di re Vittorio Emanuele II sanciva l'istituzione dell'ente.
L'attuale edificio nasce dalla necessità di sostituire quella baraccata, nata dopo il terremoto del 1908, ormai insufficiente nonostante le opere di ampliamento realizzate. Venne individuato il suolo su cui costruire la nuova sede, in prossimità di quella distrutta dal terremoto. Il nuovo edificio sarebbe sorto in via Logoteta ad angolo con la via Liceo, oggi via Campanella, su progetto dell'ingegnere Gino Zani. Il prospetto principale, e di conseguenza l'ingresso dell'edificio, previsti inizialmente sulla via Logoteta, sarebbero stati invece spostati sulla via Liceo. La prima pietra venne posta nel 1926, alla presenza del Ministro del Regno Italo Balbo. Lungaggini burocratiche legate all'applicazione delle nuove norme antisismiche e le problematiche connesse al difficile reperimento dei materiali necessari determinarono notevoli ritardi nell'esecuzione dei lavori che ebbero inizio nel 1929 e furono eseguiti dalla ditta Borrello, poi completati nelle rifiniture artistiche degli interni dal prof. Romano Buva. Nel dicembre del 1935 la nuova sede fu completata e inaugurata.

## Descrizione architettonica dell'esterno
Il corpo di fabbrica si articola in altezza per tre piani fuori terra più il seminterrato e si presenta a pianta rettangolare. Le facciate di un bugnato uniforme e liscio, con diversi elementi decorativi, sono organizzate a fasce, scandite orizzontalmente dalla spessa zoccolatura di base e le cornici marcapiano. Al pianterreno, sul prospetto principale posto sulla via Campanella, in posizione centrale si apre il portale ad arco a tutto sesto delimitato da una coppia di lesene piatte con scanalature verticali e capitello lineare e poco pronunciato rispetto al piano di facciata. Lateralmente ad esso si aprono su entrambi i lati una successione di finestre rettangolari architravate e incorniciate da una leggera decorazione. Al primo piano, iniziato da una cornice marcapiano decorata, si trova, in asse con il portale, il balcone con ringhiera in ferro battuto artisticamente lavorata e porta-finestra bifora ad arco a tutto sesto, con cornice bugnata, colonnine e decorazione circolare al centro. La serie di finestre presenti al primo piano riproduce lo stesso ordine architettonico della porta-finestra del balcone con l'aggiunta di una decorazione affrescata nella parte sottostante che riproduce il disegno delle ringhiere presenti nelle balaustre dei balconi. Il prospetto, al livello del primo piano, è concluso da un secondo balcone con soluzione ad angolo. Il secondo piano, iniziato da una cornice marcapiano lineare e più semplice della precedente, è caratterizzato da una serie ritmica di finestre, che riproduce la stessa linea architettonica di quelle del piano terra, e con la stessa decorazione presente nella parte sottostante del davanzale delle aperture del primo piano. Il prospetto sulla via Logoteta richiama gli stessi ordini architettonici e decorativi della facciata principale con la presenza nella zoccolatura di base delle finestre, architravate e chiuse da inferriate, del seminterrato. La parte sommitale dell'edificio è conclusa da un cornicione in forte aggetto coperto da tegole in cotto oltre il quale è nascosta la balaustra metallica del terrazzo.

## Interno
Interessante è la sala del Consiglio dal bel soffitto a cassettoni con stucchi dorati. Di un certo rilievo lo scalone e alcuni arredi, come i lampadari in ferro battuto e il grande tramezzo in legno scolpito del primo piano.